# کالچاس (پاکستان)
کالچاس (به انگلیسی: Kalchas) یک منطقهٔ مسکونی در پاکستان است که در ناحیه دیره بگتی واقع شده‌است.